# Лола (Калмыкия)
Лола (калм. Лала) — посёлок-эксклав Элистинского городского округа Калмыкии.
Население — 259 человек (2010).

## Этимология
По одной из версий происхождение названия «Лола» связано с дочкой одного из зайсангов Балзановых. согласно преданию матерью Лолы была дочь коменданта крепости Хаджибей (нынешняя Одесса). Красавицу-пленницу Балзанову разрешил вывезти граф Потемкин за то, что калмыки сумели взять казавшуюся неприступной крепость, охраняемую мамелюками — арабскими смертниками. Лола родилась весной, в пору цветения степи. Потом пришла беда: девочка заболела туберкулёзом. Врачи посоветовали поить её кумысом. Поскольку кумыс в этих местах не изготавливали, отец Лолы направил в казахские степи отряд верных ульдючинцев с наказом любой ценой привезти специалистов по приготовлению кумыса. Действовали где посулами, где силой, но казахов в Лолу доставили. Те научили калмычек гнать кумыс, благо кобылиц в табунах водилось в избытке. Девочка выздоровела, а казахи обозом, доверху нагруженным подарками, под охраной тех же ульдючинцев, благополучно вернулись к себе на родину.

## История
Дата основания неизвестна. Обнаруженные близ села Дола курганы («Лолинские могильники»), раскопки которых были проведены в 1961—1964 годах в районе Лолы под руководством калмыцкого профессора Урюбджура Эрдниева, в большинстве случаев, относятся к периоду до новой эры. По захоронениям в лолинских могильниках получила название посткатакомбная лолинская культура. Для захоронений культурного круга Лола характерны погребения в сидячем положении.
На немецкой карте 1941 года населённый пункт обозначен под названием «Лала». После депортации калмыков кратковременный период именовался «Санаторий 15 лет ВЛКСМ». После восстановления Калмыцкой автономии основным вариантом написания названия стало Лола.

## Физико-географическая характеристика
Посёлок расположен на севере южного (чересполосного) участка городского округа город Элиста в пределах Ергенинской возвышенности, являющейся частью Восточно-Европейской равнины. Средняя высота над уровнем моря — 149 м. Рельеф местности равнинный. Посёлок на юго-западном склоне одного из хамуров Ергенинской возвышенности, пределах посёлка имеются выходы на поверхность подземных вод. Посёлок окружён защитными лесонасаждениями.
По автомобильной дороге расстояние до столицы Калмыкии города Элиста (центра города) составляет 24 км. Ближайший населённый пункт посёлок Максимовка расположен в 7,7 км к северу от Лолы. Посёлок пересекает региональная автодорога Элиста — Арзгир — Минеральные Воды.
Согласно классификации климатов Кёппена-Гейгера посёлок находится в зоне континентального климата с относительно холодной зимой и жарким летом (индекс Dfa). В окрестностях посёлка распространены светлокаштановые почвы различного гранулометрического состава в комплексе с солонцами.
В посёлке, как и на всей территории Калмыкии, действует московское время.

## Население
| 2002 | 2010 |
| ---- | ---- |
| 287  | ↘259 |

Национальный состав
Согласно результатам переписи 2002 года большинство населения посёлка составляли калмыки (44 %) и русские (43 %).

## Экономика
В посёлке расположен единственный в Калмыкии противотуберкулёзный санаторий-кумысолечебница.

## Социальная инфраструктура
В посёлке действует филиал детского сада № 21 «Теегин Айс». Медицинское обслуживание жителей села обеспечивает городская поликлиника Элисты. Ближайшее отделение скорой медицинской помощи расположено в Элисте.